# Jitia
Jitia é uma comuna romena localizada no distrito de Vrancea, na região de Moldávia. A comuna possui uma área de 45.68 km² e sua população era de 1683 habitantes segundo o censo de 2007.